# Juan de Arellano

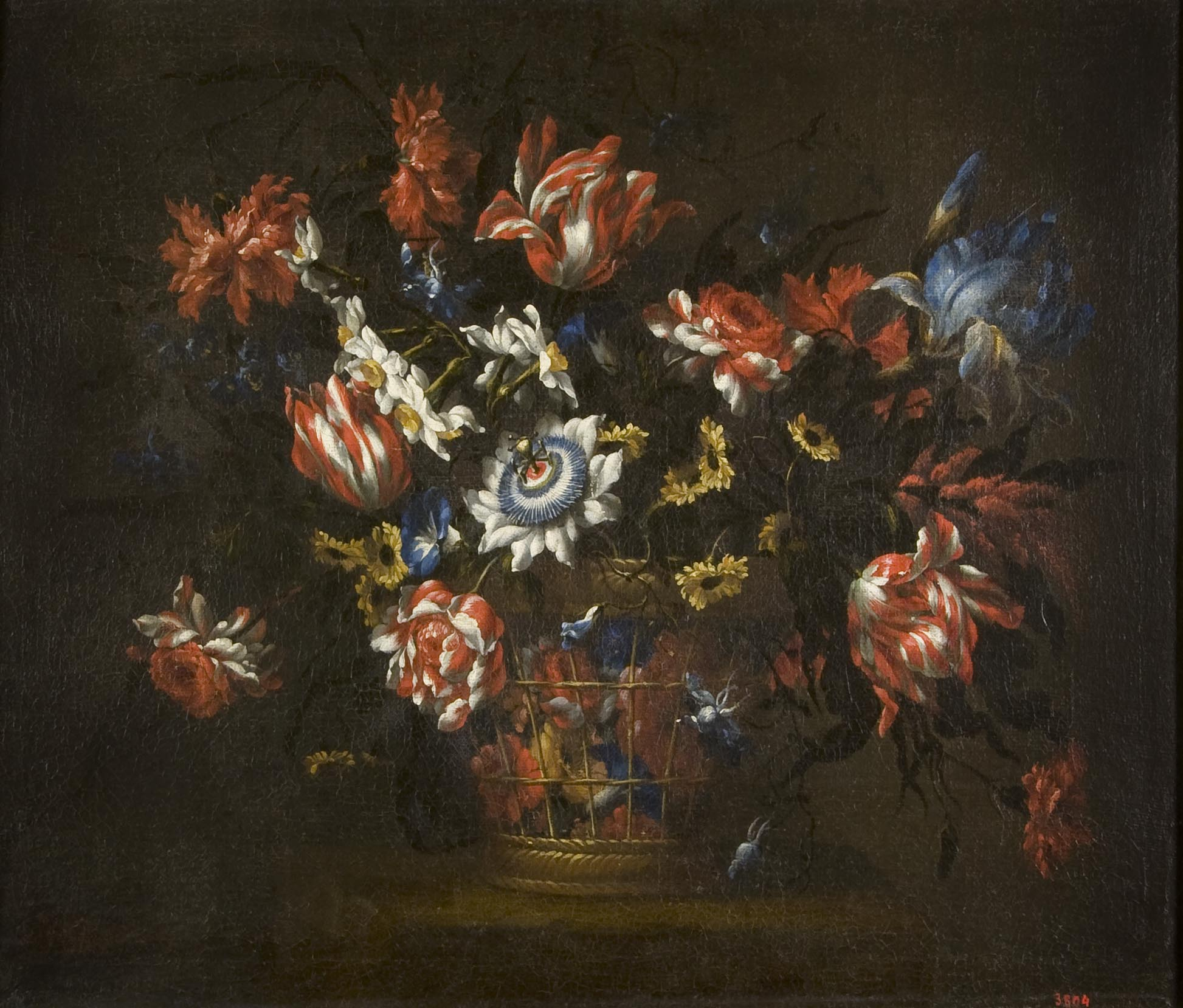
Natura morta de Juan de Arellano. Feta amb una pinzellada minúscula i molt detallista, s'observa un joc de clar-obscurs amb una gamma cromàtica molt sòbria. Obra conservada a la Biblioteca Museu Víctor Balaguer (Vilanova i la Geltrú)

Juan de Arellano (Santorcaz, Madrid, 1614 – Madrid, 1676) fou un pintor barroc espanyol especialitzat en el gènere pictòric del bodegó. Tingué un gran èxit amb les seves pintures de flors.

## Biografia
Orfe de pare ja des de ben petit, es traslladà amb la seva mare a Alcalá de Henares, on comença a ajudar al taller d'un pintor desconegut. Als setze anys tornà a Madrid, on començà al taller de Juan de Solís, pintor que en aquell moment gaudía de cert prestigi doncs treballava per Isabel de Borbó.
Durant els primers anys de la seva trajectòria pintà obres de caràcter religiós, que es corresponien a petits encàrrecs. Finalment, i potser veient l'èxit que podrien tenir les obres amb motius florals a la cort (on es començaven a importar aquest tipus d'obres), es començà a dedicar plenament a aquest tipus de pintura.
L'any 1639 es casà amb María Banela. Temps després es quedà vidu, tot i que es tornarà a casar. La seva espòsa serà María de Corcuera, neboda de Juan de Solís. Amb Corcuera tindrà quatre fills, tres dels quals es dedicaran a la pintura com el seu pare, i la filla es casarà amb un dels col·laboradors més propers del pare, Bartolomé Pérez de la Dehesa.
Durant els darrers anys de la seva vida Arellano va gaudir d'un gran èxit al seu taller ja segons Antonio Palomino, el seu biograf, tenia com a clients a una bona part de la Cort.

## Obra
La seva obra dels inicis es troba fortament influenciada pels pintors flamencs, especialment de Daniel Seghers pel que fa a la minuciositat i tècnica precisa que aplicà a les seves pintures. També va copiar els treballs de Mario Nuzzi (conegut també com a Mario dei Fiori), i prova d'això és l'evolució en les traçades i l'exuberància en l'ús de la paleta.
La seva obra es pot veure al Museo Nacional del Prado a Madrid, a la Real Academia de Bellas Artes de San Fernando, al Museo Municipal de La Corunya, al Museo de Bellas Artes de Bilbao, al Museu de Maricel de Sitges i a la Biblioteca Museu Víctor Balaguer de Vilanova i la Geltrú.